# 杜德琴基
51°3′55″N 34°19′7″E / 51.06528°N 34.31861°E
杜德琴基（烏克蘭語：Дудченки）是位於烏克蘭東北部的村莊，由蘇梅州蘇梅區的比洛皮利亞市鎮負責管轄。該村距離什塔尼夫卡和莫斯卡連基1公里，海拔高度149米，2001年人口60。